# Julius Brenchley

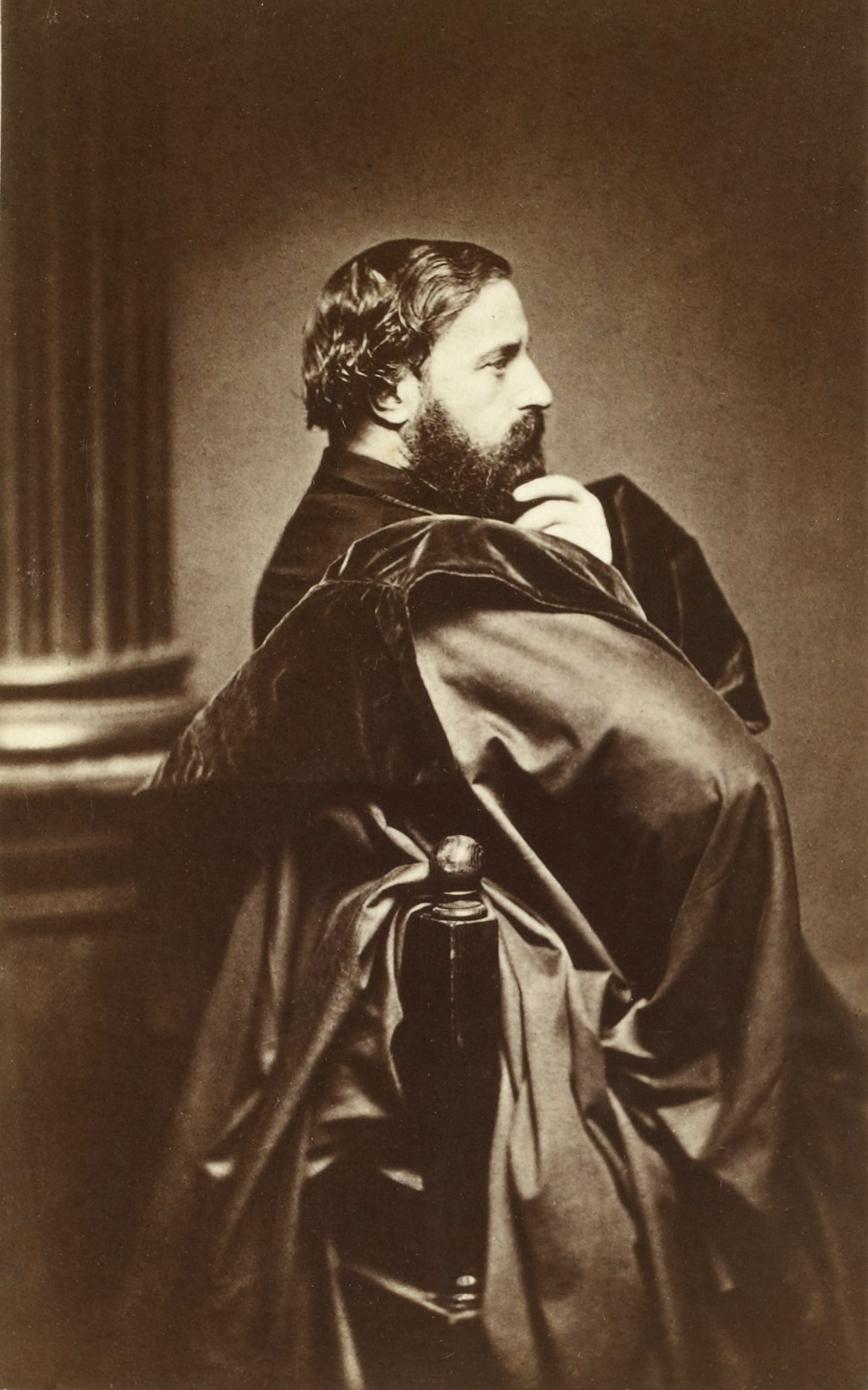
Foto de Julius Brenchley tomada por Adam-Salomon en 1862

Julius Lucius Brenchley (30 de noviembre de 1816 - 24 de febrero de 1873) fue un explorador, naturalista y autor británico del siglo XIX.

## Biografía
Julius Brenchley nació en Maidstone, Kent, hijo del caballero John Brenchley, y realizó sus estudios superiores en Cambridge. Fue ordenado presbítero de la Iglesia de Inglaterra en 1843 y dos años después, acompañó a su padre en el acostumbrado Grand Tour de Europa continental, después del cual inició sus viajes alrededor del mundo.
Entre 1845 y 1867 viajó por todos los continentes, excepto la Antártida, recolectando información, especímenes y dibujos de sus hallazgos. Como aficionado a la Historia Natural, se interesaba tanto por la mineralogía, como la botánica, zoología y geología, pero también por las costumbres, la etnografía y la descripción geográfica. Sus maneras corteses le valieron el mote de «caballero explorador». En Hawai conoció al viajero y botánico francés Jules Rémy, con quien viajó a América en 1855 y al cual acompañó en su intento, frustrado, de escalar el Chimborazo.
En 1864, viajó a Nueva Zelanda, donde prestó servicio durante la guerra con los maoríes. Desde allí se embarcó en el Curaçoa, al mando de Sir William Wiseman, para un crucero por las islas del Pacífico. 
Murió el 24 de febrero de 1873, a los 56 años de edad, en un hotel de Folkestone y fue enterrado en la Iglesia de Todos los Santos de Maidstone.

## Legado
Gran parte de sus hallazgos se conservan en el museo de Maidstone, cuyo parque lleva su nombre: Brenchley Gardens.
Julius Brenchley publicó al menos dos libros: «Un viaje a Great Salt Lake City», 1861, donde describe la recién fundada capital de Utah y sede de la Iglesia de los Santos de los Últimos Días, y «Apuntes durante el crucero del H.M.S. Curaçoa entre las islas del Mar del Sur en 1865»,1873.